# Sierra Blanca (Nouveau-Mexique)
Pour les articles homonymes, voir Sierra Blanca.
La Sierra Blanca est une chaîne de montagnes du Nouveau-Mexique, aux États-Unis. Elle culmine à 3 634 mètres d'altitude.

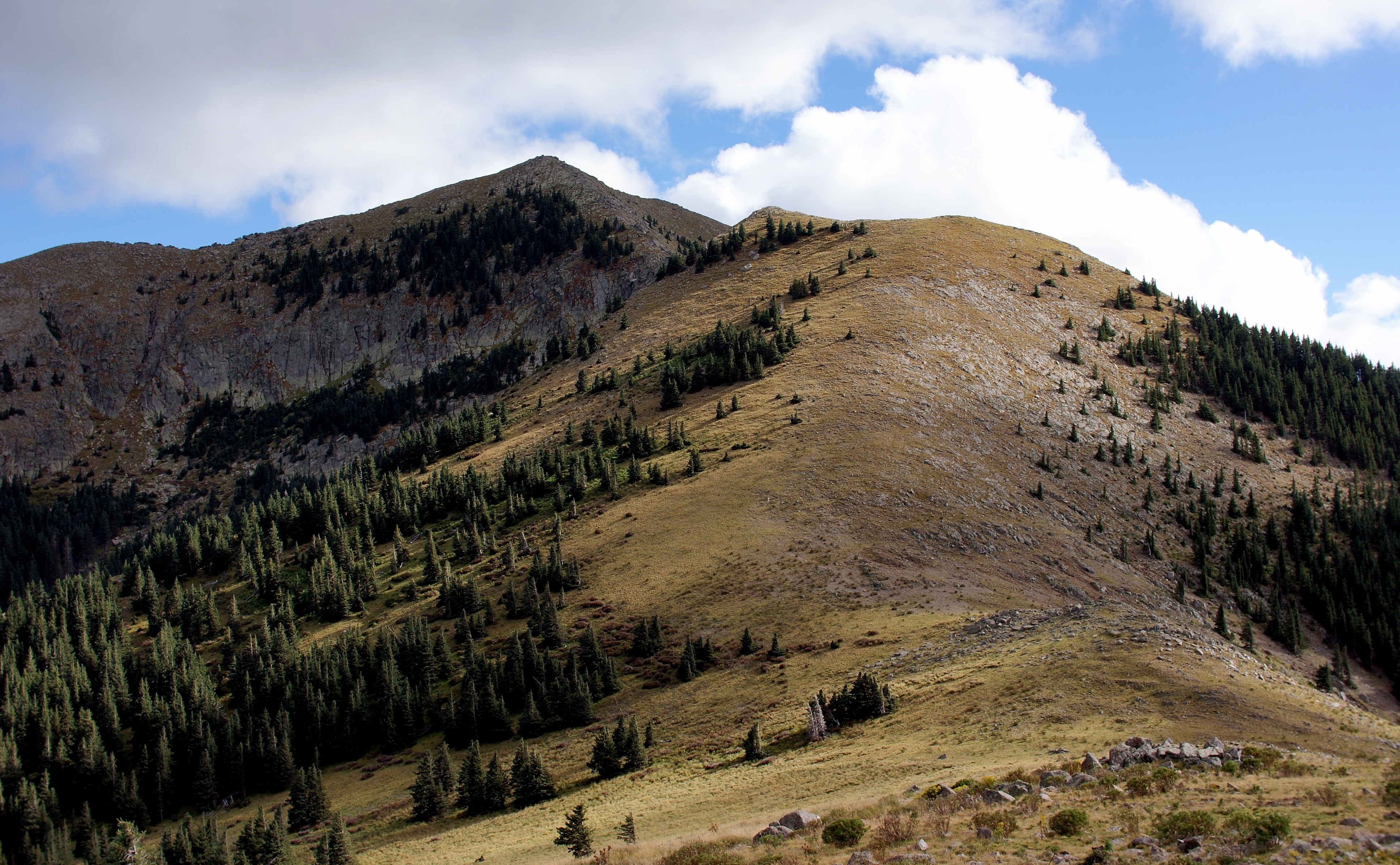
Vue de la Sierra Blanca.